# 蓝绿过树蛇
蓝绿过树蛇（学名：Dendrelaphis cyanochloris）一种分布于孟加拉国、印度东北部、缅甸、泰国、马来西亚半岛地区以及中国西藏、云南、海南岛等地区的爬行动物，隶属于游蛇科過樹蛇屬。